# Radomyśl Wielki (gemeente)
De gemeente Radomyśl Wielki is een stad- en landgemeente in het Poolse woiwodschap Subkarpaten, in powiat Mielecki.
De zetel van de gemeente is in Radomyśl Wielki.
Op 30 juni 2004 telde de gemeente 13 636 inwoners.

## Oppervlakte gegevens
In 2002 bedroeg de totale oppervlakte van gemeente Radomyśl Wielki 159,64 km², waarvan:
- agrarisch gebied: 73%
- bossen: 20%

De gemeente beslaat 18,14% van de totale oppervlakte van de powiat.

## Administratieve plaatsen (sołectwo)
- Dąbie
- Dąbrówka Wisłocka
- Dulcza Mała
- Dulcza Wielka
- Janowiec
- Partynia
- Pień
- Podborze
- Ruda
- Zdziarzec
- Zgórsko
- Żarówka

## Demografie
Stand op 30 juni 2004:
| Omschrijving                   | Totaal | Totaal | Vrouwen | Vrouwen | Mannen | Mannen |
| ------------------------------ | ------ | ------ | ------- | ------- | ------ | ------ |
| eenheid                        | aantal | %      | aantal  | %       | aantal | %      |
| inwoners                       | 13 636 | 100    | 6836    | 50,1    | 6800   | 49,9   |
| bevolkingsdichtheid (inw./km²) | 85,4   | 85,4   | 42,8    | 42,8    | 42,6   | 42,6   |

In 2002 bedroeg het gemiddelde inkomen per inwoner 1538,76 zł.

## Aangrenzende gemeenten
Czarna, Mielec, Przecław, Radgoszcz, Wadowice Górne, Żyraków
- Virtual International Authority File: 140989398